# جوليوس جيمس

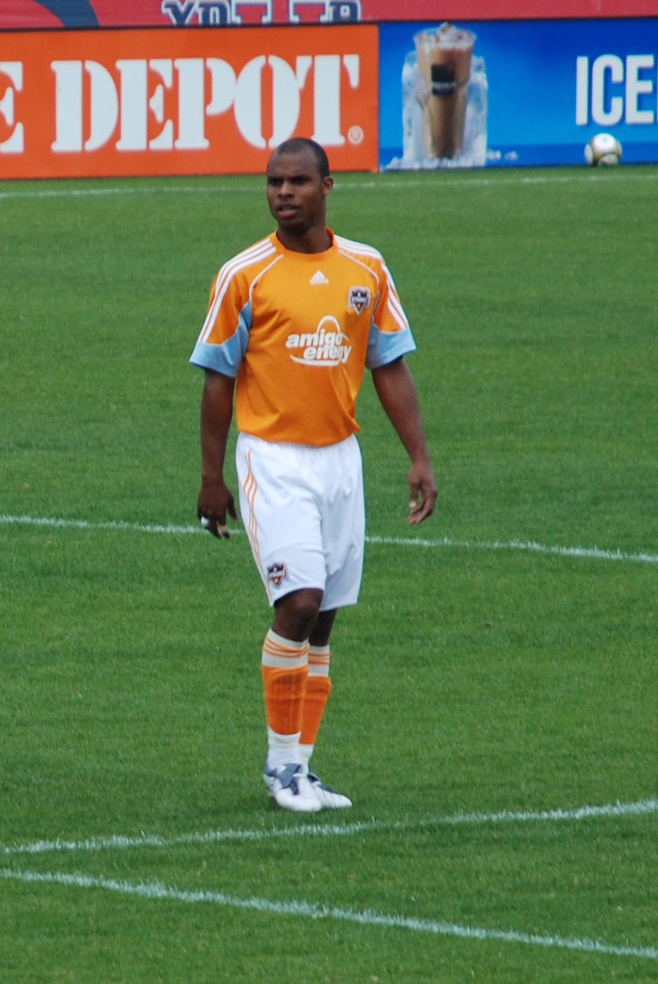

جوليوس جيمس (بالإنجليزية: Julius James)‏ (مواليد 9 يوليو 1984 في مالوني غاردنز) لاعب كرة قدم ترينيدادي دولي يجيد اللعب في خط الدفاع . يلعب حاليا لصالح نادي دي سي يونايتد الأمريكي منذ 2009 .

## روابط خارجية
- جوليوس جيمس على موقع الدوري الأمريكي (الإنجليزية)
- جوليوس جيمس على موقع قاعدة بيانات كرة القدم.إي يو (الإنجليزية)
- جوليوس جيمس على موقع ناشيونال فوتبول تيمز (الإنجليزية)
- جوليوس جيمس على موقع عالم كرة القدم.نت (الإنجليزية)
- جوليوس جيمس على موقع كووورة